# Pedro Cadena de Vilhasanti
Pedro Cadena de Vilhasanti (Lisboa, início do século 17) foi um militar e provedor-mor da Fazenda Real da Coroa portuguesa.

## Biografia
Filho do veneziano Gaspar Cadena e da sra. Angela hispano-italiana Margarida de Villasancti, teve como avós paternos Niculao Cadena e Laura Leni Veneseanos e maternos o milanês Pedro Milanez Gatto e a valladolidense Francisca Hernandez de Villasancti. Foi casado com D. Beatriz Bandeira de Melo, natural da capitania de Pernambuco, e era irmão de Jerônimo Cadena de Villasante.
Provedor-mor da Fazenda Real do Estado do Brasil entre 1638-39, recebe cargo de escrivão da Fazenda da Paraíba em 19 de março de 1610 e escrivão da alfândega e almoxarifado do mesmo estado em 1622, segundo cita na Relação das visitas de António Barreiros.
Capitão do exército, chega em 1624 a Salvador com soldados e armas para combater os holandeses. Finalmente, a 25 de junho de 1627 é nomeado para governar a capitania da Paraíba, mas não chega a assumir o cargo.
Depois de 1638, voltando ao reino de Portugal, foi aprisionado com sua mulher e filhos pelos neerlandeses.